# Rychłowice
Rychłowice – wieś w Polsce położona w województwie łódzkim, w powiecie wieluńskim, w gminie Wieluń.
Przez obrzeża wsi przebiega ruchliwa droga krajowa nr 43 łącząca Częstochowę z Wieluniem.
W latach 1975–1998 miejscowość administracyjnie należała do województwa sieradzkiego.